# Triteleia (insecte)
Genre
Ne doit pas être confondu avec Triteleia.
Triteleia est un genre d'insectes de l'ordre des hyménoptères et de la famille des Platygastridae ou des Scelionidae selon les classifications et de la sous-famille des Scelioninae.

## Liste des espèces
Selon BioLib (11 février 2025) :
- Triteleia acculta (Dodd, 1933)
- Triteleia asperitas Kononova, 2000
- Triteleia atrella (Dodd, 1920)
- Triteleia augusta (Dodd, 1914)
- Triteleia caelebs (Nixon, 1931)
- Triteleia caerulea (Brues, 1918)
- Triteleia dagavia Kozlov, 1994
- Triteleia discissa (Dodd, 1933)
- Triteleia distincta (Dodd, 1914)
- Triteleia dubia (Kieffer, 1908)
- Triteleia duris (Walker, 1839)
- Triteleia extensa (Dodd, 1933)
- Triteleia fissilis (Dodd, 1933)
- Triteleia fuscicorpa (Dodd, 1916)
- Triteleia fuscicorpus (Dodd, 1916)
- Triteleia gigantea (Dodd, 1914)
- Triteleia gloriana (Dodd, 1920)
- Triteleia illustris (Dodd, 1933)
- Triteleia infusa (Dodd, 1933)
- Triteleia insignis (Dodd, 1933)
- Triteleia japonica Kozlov & Kononova, 1990
- Triteleia ladona Kozlov, 1994
- Triteleia lagunica Kozlov, 1994
- Triteleia longiventris (Kieffer, 1910)
- Triteleia metatarsalis (Dodd, 1920)
- Triteleia minor Kozlov & Kononova, 1985
- Triteleia minoria Kozlov & Kononova, 1985
- Triteleia nigriscapa (Dodd, 1914)
- Triteleia nixoni (Szabó, 1956)
- Triteleia pallipes (Brues, 1915)
- Triteleia persimilis Kozlov & Kononova, 1985
- Triteleia punctaticeps Kieffer, 1906
- Triteleia regalis (Dodd, 1915)
- Triteleia solita (Dodd, 1933)
- Triteleia striolata Kononova & Petrov, 2000
- Triteleia valida (Dodd, 1933)
- Triteleia velicana Kozlov, 1994
- Triteleia violacea (Dodd, 1920)